# Открытый чемпионат Катара по теннису среди женщин 2016
Открытый чемпионат Катара по теннису среди женщин 2016 — профессиональный женский теннисный турнир, проводимый в катарском городе Дохе на открытых кортах с покрытием типа хард.
В 2016 году соревнования прошли в 14-й раз. Турнир относился к категории Premier 5, проводящихся в рамках WTA Тура. Соревнования прошли с 21 по 27 февраля.
Прошлогодние чемпионы:
- одиночный разряд:  Луция Шафаржова
- парный разряд:  Ракель Копс-Джонс /  Абигейл Спирс

## Соревнования

### Одиночный разряд
Карла Суарес Наварро обыграла  Елену Остапенко со счётом 1-6, 6-4, 6-4.
- Суарес Наварро выиграла 1-й одиночный титул в сезоне и 2-й за карьеру в туре ассоциации.
- Остапенко сыграла 1-й одиночный финал в сезоне и 2-й за карьеру в туре ассоциации.

### Парный разряд
Чжань Хаоцин /  Чжань Юнжань обыграли  Карлу Суарес Наварро /  Сару Эррани со счётом 6-3, 6-3.
- Хаоцин выиграла 2-й парный титул в сезоне и 10-й за карьеру в туре ассоциации.
- Юнжань выиграла 2-й титул в сезоне и 16-й за карьеру в туре ассоциации.